# Adolf El Assal
Pour les articles homonymes, voir Assal.
 (septembre 2018).
Si vous disposez d'ouvrages ou d'articles de référence ou si vous connaissez des sites web de qualité traitant du thème abordé ici, merci de compléter l'article en donnant les références utiles à sa vérifiabilité et en les liant à la section « Notes et références ».
Adolf El Assal, né en 1981 à Alexandrie (Égypte), est un réalisateur, scénariste et producteur luxembourgeois d'origine égyptienne.

## Biographie
Né le 7 avril 1981 à Alexandrie, Égypte, Adolf El Assal émigre au Luxembourg à l'âge de sept ans et passe la première partie de sa vie entre Dubaï  et Londres. Enfant il adorait jouer avec le caméscope VHS de son père pour recréer des scènes de sitcoms américains en utilisant ses frères et sœurs en tant qu'acteurs.[réf. nécessaire]
En 2002, il poursuit des études supérieures en Grande-Bretagne à Kingston University. Cinq ans plus tard, il obtient un bachelor en journalisme ensuite un master en réalisation. Pour financer ses études, il fonde en 2005 avec un collègue de classe, Bigtime Entertainments, une société de production qui se spécialise dans les productions à petit budget. La société a ainsi produit une trentaine de projets, principalement des clips musicaux pour des artistes émergents ainsi que des artistes confirmés tels que Robbie Williams.[réf. nécessaire]
En 2006, il est le premier Luxembourgeois à être invité au Berlinale Talentcampus et représente le Luxembourg en tant que membre du Jury jeunes au Festival de Cannes. La même année, il est monteur pour MBC Dubai, puis tourne son premier long métrage sans budget, Divizionz dans des conditions difficiles[évasif] en Ouganda avec Donald Mugisha et James Tayler.
Divizionz est présenté au festival de Berlin en 2008. Depuis, le film a été sélectionné officiellement à une soixantaine de festivals : Karlovy Vary, Istanbul, Los Angeles, Londres, Amiens, Durban. Au festival de Kuala Lumpur, le film est primé dans 3 catégories (meilleur réalisateur, meilleure musique, meilleur film africain). La même année, il reçoit trois prix aux African Movie Academy Awards (meilleur montage, meilleure musique, meilleur espoir).
Adolf El Assal rencontre en 2007 des rappeurs luxembourgeois et tourne en deux semaines un long métrage sans budget, Reste bien, mec![pas clair]. Le film est diffusé en avant-première dans la plus grande salle du Luxembourg[Laquelle ?] et est programmé pendant six semaines à travers tout le pays.
En 2010, il réalise le court métrage Mano de dios, présenté en compétition au Festival international de Doha, organisé par Tribeca Enterprises. 
En 2013, il co-écrit, produit et réalise son premier long métrage, Les Gars.

## Filmographie

### Longs métrages
- 2008 : Divizionz (avec Donald Mugisha et James Tyler)
- 2009 : Reste bien, mec! (avec LX Team)
- 2013 : Les Gars
- 2019 : Sawah
- 2023 : Hooped

### Courts métrages
- 2010 : La Fameuse Route
- 2010 : Mano de dios
- 2016 : Ouni Mooss
- 2021 : Full Memory

### Séries
- 2021 : Baraki